# Чемпионат Европы по международным шашкам среди команд 2008
Чемпионат Европы по международным шашкам среди команд 2008 проводился с 19 по 28 августа в Таллине (Эстония) под эгидой ФМЖД. В чемпионате приняли участие 8 национальных команд, в составе команды — три спортсмена (2 участника у сб. Франции). Место команды определялось по сумме мест, набранных на Чемпионат Европы 2008. В случае отсутствия третьего игрока ставится последнее место в таблице личного чемпионата.

## Состав команд
Эстония — Райво Рист, Райдо Варик, Константин Селли
 Нидерланды — Александр Балякин, Кес Тейссен, Рон Хёсденс
 Литва — Вайдас Стаситис, Эдвард Бужинский, Алексей Домчев
 Беларусь — Игорь Михальченко, Евгений Ватутин, Анатолий Гантварг
 Франция — Андрэ Берко, Патрик Мартен
 Украина — Юрий Аникеев, Артём Иванов, Игорь Кирзнер
 Россия — Гетманский Александр, Муродулло Амриллаев, Александр Георгиев
 Латвия — Гунтис Валнерис, Роберт Мисанс, Бенно Бутулис

## Результаты
| Место | Страна     | места спортсменов | Сумма мест |
| ----- | ---------- | ----------------- | ---------- |
| 1     | Россия     | 13+15+2           | 30         |
| 2     | Латвия     | 1+12+20           | 33         |
| 3     | Беларусь   | 16+5+14           | 35         |
| 4     | Литва      | 23+3+21           | 47         |
| 5     | Нидерланды | 8+7+33            | 48         |
| 6     | Украина    | 26+18+28          | 72         |
| 7     | Франция    | 19+52+67          | 138        |
| 8     | Эстония    | 59+52+55          | 156        |

Примечание. У Франции за отсутствующего третьего спортсмена поставлено 67 место по личному чемпионату